# Hor-pa-chered-wer-tepi-en-Amun
Hor-pa-chered-wer-tepi-en-Amun (auch Har-pa-chered-wer-tepi-en-Amun) ist als altägyptische Gottheit eine Nebenform des Hor-pa-chered. 

## Mythologische Verbindungen
Bei Hor-pa-chered-wer-tepi-en-Amun handelt es sich in der Spätzeit noch nicht um die in der griechisch-römischen Zeit bezeichnete Gottheit Harpokrates. Vielmehr ist die Namenserweiterung wer-tepi-en-Amun als Epitheton des Hor-pa-chered zu verstehen, die möglicherweise ebenfalls für den Kindgott Hor-pa-Re-pa-chered benutzt wurde.  
Besondere Verehrung fand Hor-pa-chered-wer-tepi-en-Amun im Raum Theben unter den Gottesgemahlinnen des Amun und deren Beamtenschaft. Auf einer Bronzestatuette der Nebetneferumut ist zu lesen: 

„Horus, das Kind, der überaus Große, Erstgeborener des Amun, der die Gottesverehrerin Nitokris, sie möge leben, schützt… […] …Er (der Gott) gibt Leben, Wohlsein, Gesundheit, Süße des Herzens und […]“

## Darstellungen
In der thebanischen Region sind erste Abbildungen des Hor-pa-chered in seiner Nebenform als Hor-pa-chered-wer-tepi-en-Amun erst in der Ptolemäerzeit im Hof des Amun-Tempels in Karnak unter Ptolemaios III. und Ptolemaios IV. belegt. Dort wurde er gemeinsam mit der Göttin Isis-weret unter deren rechten Arm mit Doppelkrone und Mantel abgebildet. Unklar bleibt, ob die ebenfalls vor Isis-weret und Hor-pa-chered dargestellte Gottheit Nefertem erst unter Ptolemaios IV. hinzugefügt wurde.